# Ceratomyxa castigatoides
Ceratomyxa castigatoides is een microscopische parasiet uit de familie Ceratomyxidae. Ceratomyxa castigatoides werd in 1960 beschreven door Meglitsch. 